# Gmina Qendër Piskovë
Gmina Qendër Piskovë (alb. Komuna Qendër Piskovë) – gmina miejska położona w południowej części Albanii. Administracyjnie należy do okręgu Përmet w obwodzie Gjirokastra. W 2011 roku populacja gminy wynosiła 1622 osób w tym 897 kobiet oraz 845 mężczyzn, z czego Albańczycy stanowili 88,58%, Arumuni 6,89% a Grecy 0,52% mieszkańców. 
W skład gminy wchodzi czternaście miejscowości: Petran, Leusë, Lipë, Delvinë, Qilarishtë, Leshnicë, Badilonjë, Gjinakar, Lupckë, Benjë-Novoselë, Bodar, Tremish, Kaludh, Ogdunan, Trebozishtë-Lipivan.